# جايويك
جايويك هي قرية ساحلية تقع في مقاطعة إسكس، إنجلترا.